# ویکده
ویکده (به آلمانی: Wickede) یک شهر در آلمان است که در سوشت واقع شده‌است.